# Coppa Davis 2010
La Coppa Davis 2010 è stata la 99ª edizione del più importante torneo fra squadre nazionali di tennis maschile. Sedici squadre presero parte al Gruppo Mondiale e più di cento ai gruppi zonali. La Serbia vinse in tale occasione il suo primo trofeo battendo in finale la Francia.

## Gruppo Mondiale

### Squadre partecipanti
- Argentina
- Belgio
- Cile
- Croazia

- Ecuador
- Francia
- Germania
- India

- Israele
- Rep. Ceca
- Russia
- Serbia

- Spagna
- Svezia
- Svizzera
- Stati Uniti

### Tabellone
|  | Primo turno 5–7 marzo              | Primo turno 5–7 marzo          | Primo turno 5–7 marzo               |                                            |         | Quarti di finale 9–11 luglio | Quarti di finale 9–11 luglio      | Quarti di finale 9–11 luglio |  |  | Semifinali 17–19 settembre | Semifinali 17–19 settembre        | Semifinali 17–19 settembre |  |  | Finale 3–5 dicembre | Finale 3–5 dicembre | Finale 3–5 dicembre |
|  |                                    |                                |                                     |                                            |         |                              |                                   |                              |  |  |                            |                                   |                            |  |  |                     |                     |                     |
|  | Logroño, Spagna (terra)            |                                |                                     |                                            |         |                              |                                   |                              |  |  |                            |                                   |                            |  |  |                     |                     |                     |
|  | 1                                  | Spagna                         | 4                                   |                                            |         |                              |                                   |                              |  |  |                            |                                   |                            |  |  |                     |                     |                     |
|  | 1                                  | Spagna                         | 4                                   | Clermont-Ferrand, Francia (cemento indoor) |         |                              |                                   |                              |  |  |                            |                                   |                            |  |  |                     |                     |                     |
|  |                                    | Svizzera                       | 1                                   |                                            |         |                              |                                   |                              |  |  |                            |                                   |                            |  |  |                     |                     |                     |
|  |                                    | Svizzera                       | 1                                   | 1                                          | Spagna  | 0                            |                                   |                              |  |  |                            |                                   |                            |  |  |                     |                     |                     |
|  | Tolone, Francia (cemento indoor)   |                                |                                     | 1                                          | Spagna  | 0                            |                                   |                              |  |  |                            |                                   |                            |  |  |                     |                     |                     |
|  |                                    |                                | Francia                             | 5                                          |         |                              |                                   |                              |  |  |                            |                                   |                            |  |  |                     |                     |                     |
|  |                                    | Francia                        | Francia                             | 5                                          | 4       |                              |                                   |                              |  |  |                            |                                   |                            |  |  |                     |                     |                     |
|  |                                    | Francia                        |                                     |                                            | 4       |                              | Lione, Francia (cemento indoor)   |                              |  |  |                            |                                   |                            |  |  |                     |                     |                     |
|  | 8                                  | Germania                       | 1                                   |                                            |         |                              |                                   |                              |  |  |                            |                                   |                            |  |  |                     |                     |                     |
|  | 8                                  | Germania                       | 1                                   |                                            |         |                              |                                   |                              |  |  | Francia                    | 5                                 |                            |  |  |                     |                     |                     |
|  | Mosca, Russia (cemento indoor)     |                                |                                     |                                            |         |                              |                                   |                              |  |  | Francia                    | 5                                 |                            |  |  |                     |                     |                     |
|  |                                    | 5                              | Argentina                           | 0                                          |         |                              |                                   |                              |  |  |                            |                                   |                            |  |  |                     |                     |                     |
|  | 4                                  | 5                              | Argentina                           | 0                                          | Russia  | 3                            |                                   |                              |  |  |                            |                                   |                            |  |  |                     |                     |                     |
|  | 4                                  | Mosca, Russia (cemento indoor) |                                     |                                            | Russia  | 3                            |                                   |                              |  |  |                            |                                   |                            |  |  |                     |                     |                     |
|  |                                    | India                          | 2                                   |                                            |         |                              |                                   |                              |  |  |                            |                                   |                            |  |  |                     |                     |                     |
|  |                                    | India                          | 2                                   | 4                                          | Russia  | 2                            |                                   |                              |  |  |                            |                                   |                            |  |  |                     |                     |                     |
|  | Stoccolma, Svezia (cemento indoor) |                                |                                     | 4                                          | Russia  | 2                            |                                   |                              |  |  |                            |                                   |                            |  |  |                     |                     |                     |
|  |                                    | 5                              | Argentina                           | 3                                          |         |                              |                                   |                              |  |  |                            |                                   |                            |  |  |                     |                     |                     |
|  |                                    | 5                              | Argentina                           | 3                                          | Svezia  | 2                            |                                   |                              |  |  |                            |                                   |                            |  |  |                     |                     |                     |
|  |                                    |                                |                                     |                                            | Svezia  | 2                            |                                   |                              |  |  |                            | Belgrado, Serbia (cemento indoor) |                            |  |  |                     |                     |                     |
|  | 5                                  | Argentina                      | 3                                   |                                            |         |                              |                                   |                              |  |  |                            |                                   |                            |  |  |                     |                     |                     |
|  | 5                                  | Argentina                      | 3                                   |                                            |         |                              |                                   |                              |  |  |                            |                                   |                            |  |  | Francia             | 2                   |                     |
|  | Varaždin, Croazia (cemento indoor) |                                |                                     |                                            |         |                              |                                   |                              |  |  |                            |                                   |                            |  |  | Francia             | 2                   |                     |
|  |                                    |                                | Serbia                              | 3                                          |         |                              |                                   |                              |  |  |                            |                                   |                            |  |  |                     |                     |                     |
|  | 6                                  | Croazia                        | Serbia                              | 3                                          | 5       |                              |                                   |                              |  |  |                            |                                   |                            |  |  |                     |                     |                     |
|  | 6                                  | Croazia                        | Spalato, Croazia (sintetico indoor) |                                            | 5       |                              |                                   |                              |  |  |                            |                                   |                            |  |  |                     |                     |                     |
|  |                                    | Ecuador                        | 0                                   |                                            |         |                              |                                   |                              |  |  |                            |                                   |                            |  |  |                     |                     |                     |
|  |                                    | Ecuador                        | 0                                   | 6                                          | Croazia | 1                            |                                   |                              |  |  |                            |                                   |                            |  |  |                     |                     |                     |
|  | Belgrado, Serbia (terra indoor)    |                                |                                     | 6                                          | Croazia | 1                            |                                   |                              |  |  |                            |                                   |                            |  |  |                     |                     |                     |
|  |                                    |                                | Serbia                              | 4                                          |         |                              |                                   |                              |  |  |                            |                                   |                            |  |  |                     |                     |                     |
|  |                                    | Serbia                         | Serbia                              | 4                                          | 3       |                              |                                   |                              |  |  |                            |                                   |                            |  |  |                     |                     |                     |
|  |                                    | Serbia                         |                                     |                                            | 3       |                              | Belgrado, Serbia (cemento indoor) |                              |  |  |                            |                                   |                            |  |  |                     |                     |                     |
|  | 3                                  | Stati Uniti                    | 2                                   |                                            |         |                              |                                   |                              |  |  |                            |                                   |                            |  |  |                     |                     |                     |
|  | 3                                  | Stati Uniti                    | 2                                   |                                            |         |                              |                                   |                              |  |  | Serbia                     | 3                                 |                            |  |  |                     |                     |                     |
|  | Coquimbo, Cile (terra) 6-8 marzo   |                                |                                     |                                            |         |                              |                                   |                              |  |  | Serbia                     | 3                                 |                            |  |  |                     |                     |                     |
|  |                                    | 2                              | Rep. Ceca                           | 2                                          |         |                              |                                   |                              |  |  |                            |                                   |                            |  |  |                     |                     |                     |
|  |                                    | 2                              | Rep. Ceca                           | 2                                          | Cile    | 4                            |                                   |                              |  |  |                            |                                   |                            |  |  |                     |                     |                     |
|  |                                    | Coquimbo, Cile (terra rossa)   |                                     |                                            | Cile    | 4                            |                                   |                              |  |  |                            |                                   |                            |  |  |                     |                     |                     |
|  | 7                                  | Israele                        | 1                                   |                                            |         |                              |                                   |                              |  |  |                            |                                   |                            |  |  |                     |                     |                     |
|  | 7                                  | Israele                        | 1                                   |                                            |         | Cile                         | 1                                 |                              |  |  |                            |                                   |                            |  |  |                     |                     |                     |
|  | Bree, Belgio (terra indoor)        |                                |                                     |                                            |         | Cile                         | 1                                 |                              |  |  |                            |                                   |                            |  |  |                     |                     |                     |
|  |                                    | 2                              | Rep. Ceca                           | 4                                          |         |                              |                                   |                              |  |  |                            |                                   |                            |  |  |                     |                     |                     |
|  |                                    | 2                              | Rep. Ceca                           | 4                                          | Belgio  | 1                            |                                   |                              |  |  |                            |                                   |                            |  |  |                     |                     |                     |
|  |                                    |                                |                                     |                                            | Belgio  | 1                            |                                   |                              |  |  |                            |                                   |                            |  |  |                     |                     |                     |
|  | 2                                  | Rep. Ceca                      | 4                                   |                                            |         |                              |                                   |                              |  |  |                            |                                   |                            |  |  |                     |                     |                     |

### Finale
| Serbia 3 | Beogradska Arena, Belgrado, Serbia 3-5 dicembre 2010 Cemento (indoor) | Beogradska Arena, Belgrado, Serbia 3-5 dicembre 2010 Cemento (indoor) | Francia 2 |      |     |     |     |  |
| \| \| \| \| 1 \| 2 \| 3 \| 4 \| 5 \| \| \| - \| \| --------------------------------------------------------------- \| --- \| ---- \| --- \| --- \| --- \| \| \| 1 \| \| Janko Tipsarević Gaël Monfils \| 1 6 \| 6 7 \| 0 6 \| \| \| \| \| 2 \| \| Novak Đoković Gilles Simon \| 6 3 \| 6 1 \| 7 5 \| \| \| \| \| 3 \| \| Viktor Troicki / Nenad Zimonjić Arnaud Clément / Michaël Llodra \| 6 3 \| 7 63 \| 4 6 \| 5 7 \| 4 6 \| \| \| 4 \| \| Novak Đoković Gaël Monfils \| 6 2 \| 6 2 \| 6 4 \| \| \| \| \| 5 \| \| Viktor Troicki Michaël Llodra \| 6 2 \| 6 2 \| 6 3 \| \| \| \| |                                                                       |                                                                       |           |      |     |     |     |  |
| |                                                                       |                                                                       | 1         | 2    | 3   | 4   | 5   |  |
| 1 | Serbia (bandiera) · Francia (bandiera)                                | Janko Tipsarević Gaël Monfils                                         | 1 6       | 6 7  | 0 6 |     |     |  |
| 2 | Serbia (bandiera) · Francia (bandiera)                                | Novak Đoković Gilles Simon                                            | 6 3       | 6 1  | 7 5 |     |     |  |
| 3 | Serbia (bandiera) · Francia (bandiera)                                | Viktor Troicki / Nenad Zimonjić Arnaud Clément / Michaël Llodra       | 6 3       | 7 63 | 4 6 | 5 7 | 4 6 |  |
| 4 | Serbia (bandiera) · Francia (bandiera)                                | Novak Đoković Gaël Monfils                                            | 6 2       | 6 2  | 6 4 |     |     |  |
| 5 | Serbia (bandiera) · Francia (bandiera)                                | Viktor Troicki Michaël Llodra                                         | 6 2       | 6 2  | 6 3 |     |     |  |

## Turno di qualificazione al Gruppo Mondiale
- Data: 17-19 settembre

Le otto squadre perdenti il primo turno del Gruppo Mondiale e le otto vincenti i gruppi zonali (2 dalla zona Americana, 2 dalla zona Asia/Oceania, 4 dalla zona Euro-Africana) partecipano agli spareggi. Le vincenti hanno il diritto a partecipare al Gruppo Mondiale l'anno successivo.
| Sede (superficie)                   | Squadra in casa | Risultato | Squadra fuori casa |
| ----------------------------------- | --------------- | --------- | ------------------ |
| Bogotà, Colombia (terra rossa)      | Colombia        | 1–3       | Stati Uniti(4)     |
| Tel Aviv, Israele (cemento indoor)  | Israele(6)      | 2–3       | Austria            |
| Stoccarda, Germania (terra rossa)   | Germania(8)     | 5–0       | Sudafrica          |
| Linköping, Svezia (cemento indoor)  | Svezia(9)       | 3–2       | Italia             |
| Chennai, India (cemento)            | India(13)       | 3–2       | Brasile            |
| Cairns, Australia (cemento)         | Australia(14)   | 2–3       | Belgio             |
| Astana, Kazakistan (cemento indoor) | Kazakistan      | 5–0       | Svizzera(15)       |
| Bucarest, Romania (terra rossa)     | Romania         | 5–0       | Ecuador(16)        |

- Stati Uniti, Austria, Germania, Svezia, India, Belgio, Kazakistan e Romania alla Coppa Davis 2011.
- Colombia, Israele, Sudafrica, Italia, Brasile, Australia, Svizzera ed Ecuador ai gruppi zonali 2011.

## Zona Americana

### Gruppo I
Teste di Serie:
1. Brasile
2. Colombia

Altre:
- Canada
- Rep. Dominicana
- Uruguay

#### Tabellone
|                                                                      | Play-off 2º turno 17-19 settembre                                    | Play-off 2º turno 17-19 settembre                                    | Play-off 2º turno 17-19 settembre                                    |                                                                      |  | Play-off 1º turno 9-11 luglio | Play-off 1º turno 9-11 luglio | Play-off 1º turno 9-11 luglio |  |                                                | 1º turno 5-7 marzo                             | 1º turno 5-7 marzo                             | 1º turno 5-7 marzo                             |  |                                                     | 2º turno 7-9 maggio                                 | 2º turno 7-9 maggio                                 | 2º turno 7-9 maggio                                 |                                                     |                          |
|                                                                      |                                                                      |                                                                      |                                                                      |                                                                      |  |                               |                               |                               |  |                                                |                                                |                                                |                                                |  |                                                     |                                                     |                                                     |                                                     |                                                     |                          |
|                                                                      |                                                                      |                                                                      |                                                                      |                                                                      |  |                               |                               |                               |  |                                                |                                                |                                                |                                                |  |                                                     |                                                     |                                                     |                                                     |                                                     |                          |
|                                                                      |                                                                      |                                                                      |                                                                      |                                                                      |  |                               |                               |                               |  |                                                | 1                                              | Brasile                                        |                                                |  |                                                     |                                                     |                                                     |                                                     |                                                     |                          |
|                                                                      |                                                                      |                                                                      |                                                                      |                                                                      |  |                               |                               |                               |  |                                                |                                                | bye                                            |                                                |  |                                                     |                                                     |                                                     |                                                     |                                                     |                          |
|                                                                      |                                                                      |                                                                      |                                                                      |                                                                      |  |                               | bye                           |                               |  |                                                |                                                |                                                |                                                |  | 1                                                   | Brasile                                             | 5                                                   |                                                     |                                                     |                          |
|                                                                      |                                                                      |                                                                      |                                                                      |                                                                      |  |                               | Rep. Dominicana               |                               |  | Santo Domingo, Repubblica Dominicana (cemento) | Santo Domingo, Repubblica Dominicana (cemento) | Santo Domingo, Repubblica Dominicana (cemento) | Santo Domingo, Repubblica Dominicana (cemento) |  |                                                     | Uruguay                                             | 0                                                   |                                                     |                                                     |                          |
|                                                                      |                                                                      |                                                                      |                                                                      |                                                                      |  |                               |                               |                               |  |                                                | Rep. Dominicana                                | 1                                              |                                                |  |                                                     |                                                     |                                                     |                                                     |                                                     |                          |
|                                                                      |                                                                      |                                                                      |                                                                      |                                                                      |  |                               |                               |                               |  |                                                | Uruguay                                        | 4                                              |                                                |  |                                                     |                                                     |                                                     |                                                     |                                                     |                          |
|                                                                      |                                                                      | Rep. Dominicana                                                      | 0                                                                    |                                                                      |  |                               |                               |                               |  |                                                |                                                |                                                |                                                |  |                                                     |                                                     |                                                     |                                                     |                                                     |                          |
|                                                                      |                                                                      | Canada                                                               | 5                                                                    |                                                                      |  |                               |                               |                               |  |                                                |                                                |                                                |                                                |  |                                                     |                                                     |                                                     |                                                     |                                                     |                          |
|                                                                      |                                                                      |                                                                      |                                                                      |                                                                      |  |                               |                               |                               |  |                                                |                                                | bye                                            |                                                |  |                                                     |                                                     |                                                     |                                                     |                                                     |                          |
|                                                                      |                                                                      |                                                                      |                                                                      |                                                                      |  |                               |                               |                               |  |                                                |                                                | Canada                                         |                                                |  |                                                     | Bogotà, Colombia (terra)                            | Bogotà, Colombia (terra)                            | Bogotà, Colombia (terra)                            | Bogotà, Colombia (terra)                            | Bogotà, Colombia (terra) |
|                                                                      |                                                                      |                                                                      |                                                                      |                                                                      |  | Canada                        |                               |                               |  |                                                |                                                |                                                |                                                |  | Canada                                              | 1                                                   |                                                     |                                                     |                                                     |                          |
|                                                                      |                                                                      |                                                                      |                                                                      |                                                                      |  |                               | bye                           |                               |  |                                                |                                                |                                                |                                                |  | 2                                                   | Colombia                                            | 4                                                   |                                                     |                                                     |                          |
|                                                                      |                                                                      |                                                                      |                                                                      |                                                                      |  |                               |                               |                               |  |                                                | bye                                            |                                                |                                                |  |                                                     |                                                     |                                                     |                                                     |                                                     |                          |
|                                                                      |                                                                      |                                                                      |                                                                      |                                                                      |  |                               |                               |                               |  |                                                | 2                                              | Colombia                                       |                                                |  |                                                     |                                                     |                                                     |                                                     |                                                     |                          |
| Repubblica Dominicana retrocessa al Group II della Coppa Davis 2011. | Repubblica Dominicana retrocessa al Group II della Coppa Davis 2011. | Repubblica Dominicana retrocessa al Group II della Coppa Davis 2011. | Repubblica Dominicana retrocessa al Group II della Coppa Davis 2011. | Repubblica Dominicana retrocessa al Group II della Coppa Davis 2011. |  |                               |                               |                               |  |                                                |                                                |                                                |                                                |  | Brasile e Colombia ammesse ai World Group Play-off. | Brasile e Colombia ammesse ai World Group Play-off. | Brasile e Colombia ammesse ai World Group Play-off. | Brasile e Colombia ammesse ai World Group Play-off. | Brasile e Colombia ammesse ai World Group Play-off. |                          |

### Gruppo II
Teste di Serie:
1. Perù
2. Messico
3. Paraguay
4. Venezuela

Altre:
- Antille Olandesi
- Bolivia
- El Salvador
- Guatemala

#### Tabellone
|                                                                     | Play-off 9-11 luglio                                                | Play-off 9-11 luglio                                                | Play-off 9-11 luglio                                                |                                                                     |                                    | 1º turno 5-7 marzo                 | 1º turno 5-7 marzo                 | 1º turno 5-7 marzo                 |                           |                           | 2º turno 9-11 luglio             | 2º turno 9-11 luglio             | 2º turno 9-11 luglio             |                                  |                                                     | 3º turno 17-19 settembre                            | 3º turno 17-19 settembre                            | 3º turno 17-19 settembre                            |                                                     |  |
|                                                                     |                                                                     |                                                                     |                                                                     |                                                                     |                                    |                                    |                                    |                                    |                           |                           |                                  |                                  |                                  |                                  |                                                     |                                                     |                                                     |                                                     |                                                     |  |
|                                                                     |                                                                     |                                                                     |                                                                     |                                                                     |                                    | Lima, Perù (terra)                 |                                    |                                    |                           |                           |                                  |                                  |                                  |                                  |                                                     |                                                     |                                                     |                                                     |                                                     |  |
|                                                                     |                                                                     |                                                                     |                                                                     |                                                                     |                                    | 1                                  | Perù                               | 5                                  |                           |                           |                                  |                                  |                                  |                                  |                                                     |                                                     |                                                     |                                                     |                                                     |  |
|                                                                     | Cochabamba, Bolivia (terra)                                         | Cochabamba, Bolivia (terra)                                         | Cochabamba, Bolivia (terra)                                         | Cochabamba, Bolivia (terra)                                         |                                    |                                    | El Salvador                        | 0                                  |                           |                           | Maracaibo, Venezuela (plexipave) | Maracaibo, Venezuela (plexipave) | Maracaibo, Venezuela (plexipave) | Maracaibo, Venezuela (plexipave) | Maracaibo, Venezuela (plexipave)                    |                                                     |                                                     |                                                     |                                                     |  |
|                                                                     |                                                                     | El Salvador                                                         | 4                                                                   |                                                                     |                                    |                                    |                                    |                                    |                           | 1                         | Perù                             | 1                                |                                  |                                  |                                                     |                                                     |                                                     |                                                     |                                                     |  |
|                                                                     |                                                                     | Bolivia                                                             | 1                                                                   |                                                                     | La Paz, Bolivia (terra)            | La Paz, Bolivia (terra)            | La Paz, Bolivia (terra)            | La Paz, Bolivia (terra)            |                           | 4                         | Venezuela                        | 3                                |                                  |                                  |                                                     |                                                     |                                                     |                                                     |                                                     |  |
|                                                                     |                                                                     |                                                                     |                                                                     |                                                                     | 4                                  | Venezuela                          | 4                                  |                                    |                           |                           |                                  |                                  |                                  |                                  |                                                     |                                                     |                                                     |                                                     |                                                     |  |
|                                                                     |                                                                     |                                                                     |                                                                     |                                                                     |                                    |                                    | Bolivia                            | 1                                  |                           |                           |                                  |                                  |                                  |                                  |                                                     |                                                     |                                                     |                                                     |                                                     |  |
|                                                                     |                                                                     |                                                                     |                                                                     |                                                                     |                                    |                                    |                                    |                                    |                           |                           |                                  |                                  |                                  |                                  |                                                     |                                                     | Venezuela                                           | 1                                                   |                                                     |  |
|                                                                     |                                                                     |                                                                     |                                                                     |                                                                     |                                    | Lambaré, Paraguay (terra)          | Lambaré, Paraguay (terra)          | Lambaré, Paraguay (terra)          | Lambaré, Paraguay (terra) | Lambaré, Paraguay (terra) |                                  |                                  |                                  |                                  |                                                     |                                                     | Messico                                             | 4                                                   |                                                     |  |
|                                                                     |                                                                     |                                                                     |                                                                     |                                                                     |                                    | 3                                  | Paraguay                           | 4                                  |                           |                           |                                  |                                  |                                  |                                  |                                                     |                                                     |                                                     |                                                     |                                                     |  |
|                                                                     | Città del Guatemala, Guatemala (cemento)                            | Città del Guatemala, Guatemala (cemento)                            | Città del Guatemala, Guatemala (cemento)                            | Città del Guatemala, Guatemala (cemento)                            |                                    |                                    | Antille Olandesi                   | 1                                  |                           |                           | Encarnación, Paraguay (terra)    | Encarnación, Paraguay (terra)    | Encarnación, Paraguay (terra)    | Encarnación, Paraguay (terra)    | Encarnación, Paraguay (terra)                       |                                                     |                                                     |                                                     |                                                     |  |
|                                                                     |                                                                     | Antille Olandesi                                                    | 3                                                                   |                                                                     |                                    |                                    |                                    |                                    |                           | 3                         | Paraguay                         | 1                                |                                  |                                  |                                                     |                                                     |                                                     |                                                     |                                                     |  |
|                                                                     |                                                                     | Guatemala                                                           | 2                                                                   |                                                                     | Città del Messico, Messico (terra) | Città del Messico, Messico (terra) | Città del Messico, Messico (terra) | Città del Messico, Messico (terra) |                           | 2                         | Messico                          | 4                                |                                  |                                  |                                                     |                                                     |                                                     |                                                     |                                                     |  |
|                                                                     |                                                                     |                                                                     |                                                                     |                                                                     | 2                                  | Messico                            | 5                                  |                                    |                           |                           |                                  |                                  |                                  |                                  |                                                     |                                                     |                                                     |                                                     |                                                     |  |
|                                                                     |                                                                     |                                                                     |                                                                     |                                                                     |                                    |                                    | Guatemala                          | 0                                  |                           |                           |                                  |                                  |                                  |                                  |                                                     |                                                     |                                                     |                                                     |                                                     |  |
| Bolivia e Guatemala retrocesse al Group III della Coppa Davis 2011. | Bolivia e Guatemala retrocesse al Group III della Coppa Davis 2011. | Bolivia e Guatemala retrocesse al Group III della Coppa Davis 2011. | Bolivia e Guatemala retrocesse al Group III della Coppa Davis 2011. | Bolivia e Guatemala retrocesse al Group III della Coppa Davis 2011. |                                    |                                    |                                    |                                    |                           |                           |                                  |                                  |                                  |                                  | Messico promossa al Group I della Coppa Davis 2011. | Messico promossa al Group I della Coppa Davis 2011. | Messico promossa al Group I della Coppa Davis 2011. | Messico promossa al Group I della Coppa Davis 2011. | Messico promossa al Group I della Coppa Davis 2011. |  |

### Gruppo III
|  |    | Classifica finale |
|  | -- | ----------------- |
|  | 1. | Haiti Porto Rico  |
|  | 3. | Bahamas Giamaica  |
|  | 5. | Costa Rica        |
|  | 6. | Aruba             |
|  | 7. | Bermuda           |

### Gruppo IV
|  |    | Classifica finale       |
|  | -- | ----------------------- |
|  | 1. | Barbados                |
|  | 2. | Honduras                |
|  | 3. | Panama                  |
|  | 4. | Trinidad e Tobago       |
|  | 5. | Isole Vergini Americane |

## Zona Asia/Oceania

### Gruppo I
Teste di Serie:
1. Australia
2. Corea del Sud
3. Uzbekistan
4. Giappone

Altre:
- Cina
- Filippine
- Kazakistan
- Taipei cinese

#### Tabellone
|                                                              | Play-off 2º turno 17-19 settembre                            | Play-off 2º turno 17-19 settembre                            | Play-off 2º turno 17-19 settembre                            |                                                              |   | Play-off 1º turno 9-11 luglio | Play-off 1º turno 9-11 luglio | Play-off 1º turno 9-11 luglio |               |                                   | 1º turno 5-7 marzo                | 1º turno 5-7 marzo                | 1º turno 5-7 marzo                |                                  |                                                         | 2º turno 7-9 maggio                                     | 2º turno 7-9 maggio                                     | 2º turno 7-9 maggio                                     |                                                         |           |
|                                                              |                                                              |                                                              |                                                              |                                                              |   |                               |                               |                               |               |                                   |                                   |                                   |                                   |                                  |                                                         |                                                         |                                                         |                                                         |                                                         |           |
|                                                              |                                                              |                                                              |                                                              |                                                              |   |                               |                               |                               |               |                                   | Melbourne, Australia (cemento)    |                                   |                                   |                                  |                                                         |                                                         |                                                         |                                                         |                                                         |           |
|                                                              |                                                              |                                                              |                                                              |                                                              |   |                               |                               |                               |               |                                   | 1                                 | Australia                         | 5                                 |                                  |                                                         |                                                         |                                                         |                                                         |                                                         |           |
|                                                              |                                                              |                                                              |                                                              |                                                              |   | Taiwan                        | Taiwan                        | Taiwan                        | Taiwan        |                                   |                                   | Taipei cinese                     | 0                                 |                                  |                                                         | Australia                                               | Australia                                               | Australia                                               | Australia                                               | Australia |
|                                                              |                                                              |                                                              |                                                              |                                                              |   |                               | Taipei cinese                 | 4                             |               |                                   |                                   |                                   |                                   |                                  | 1                                                       | Australia                                               | 5                                                       |                                                         |                                                         |           |
|                                                              |                                                              |                                                              |                                                              |                                                              |   |                               | Filippine                     | 1                             |               | Osaka, Giappone (erba indoor)     | Osaka, Giappone (erba indoor)     | Osaka, Giappone (erba indoor)     | Osaka, Giappone (erba indoor)     |                                  | 4                                                       | Giappone                                                | 0                                                       |                                                         |                                                         |           |
|                                                              |                                                              |                                                              |                                                              |                                                              |   |                               |                               |                               |               | 4                                 | Giappone                          | 5                                 |                                   |                                  |                                                         |                                                         |                                                         |                                                         |                                                         |           |
|                                                              |                                                              |                                                              |                                                              |                                                              |   |                               |                               |                               |               |                                   | Filippine                         | 0                                 |                                   |                                  |                                                         |                                                         |                                                         |                                                         |                                                         |           |
|                                                              |                                                              | Filippine                                                    | 3                                                            |                                                              |   |                               |                               |                               |               |                                   |                                   |                                   |                                   |                                  |                                                         |                                                         |                                                         |                                                         |                                                         |           |
|                                                              |                                                              | Corea del Sud                                                | 2                                                            |                                                              |   |                               |                               |                               |               | Guangdong, Cina (cemento indoor)  | Guangdong, Cina (cemento indoor)  | Guangdong, Cina (cemento indoor)  | Guangdong, Cina (cemento indoor)  | Guangdong, Cina (cemento indoor) |                                                         |                                                         |                                                         |                                                         |                                                         |           |
|                                                              |                                                              |                                                              |                                                              |                                                              |   |                               |                               |                               |               |                                   |                                   | Cina                              | 3                                 |                                  |                                                         |                                                         |                                                         |                                                         |                                                         |           |
|                                                              |                                                              |                                                              |                                                              |                                                              |   | Corea del Sud                 | Corea del Sud                 | Corea del Sud                 | Corea del Sud |                                   | 3                                 | Uzbekistan                        | 2                                 |                                  |                                                         | Cina                                                    | Cina                                                    | Cina                                                    | Cina                                                    | Cina      |
|                                                              |                                                              |                                                              |                                                              |                                                              | 3 | Uzbekistan                    | 3                             |                               |               |                                   |                                   |                                   |                                   |                                  | Cina                                                    | 1                                                       |                                                         |                                                         |                                                         |           |
|                                                              |                                                              |                                                              |                                                              |                                                              |   | 2                             | Corea del Sud                 | 2                             |               | Astana, Kazakistan (terra indoor) | Astana, Kazakistan (terra indoor) | Astana, Kazakistan (terra indoor) | Astana, Kazakistan (terra indoor) |                                  |                                                         | Kazakistan                                              | 4                                                       |                                                         |                                                         |           |
|                                                              |                                                              |                                                              |                                                              |                                                              |   |                               |                               |                               |               |                                   | Kazakistan                        | 5                                 |                                   |                                  |                                                         |                                                         |                                                         |                                                         |                                                         |           |
|                                                              |                                                              |                                                              |                                                              |                                                              |   |                               |                               |                               |               |                                   | 2                                 | Corea del Sud                     | 0                                 |                                  |                                                         |                                                         |                                                         |                                                         |                                                         |           |
| Corea del Sud retrocessa al Group II della Coppa Davis 2011. | Corea del Sud retrocessa al Group II della Coppa Davis 2011. | Corea del Sud retrocessa al Group II della Coppa Davis 2011. | Corea del Sud retrocessa al Group II della Coppa Davis 2011. | Corea del Sud retrocessa al Group II della Coppa Davis 2011. |   |                               |                               |                               |               |                                   |                                   |                                   |                                   |                                  | Australia e Kazakistan ammesse ai World Group Play-off. | Australia e Kazakistan ammesse ai World Group Play-off. | Australia e Kazakistan ammesse ai World Group Play-off. | Australia e Kazakistan ammesse ai World Group Play-off. | Australia e Kazakistan ammesse ai World Group Play-off. |           |

### Gruppo II
Teste di Serie:
1. Thailandia
2. Nuova Zelanda
3. Indonesia
4. Pakistan

Altre:
- Comunità del Pacifico
- Hong Kong
- Malaysia
- Sri Lanka

#### Tabellone
|                                                                     | Play-off 9-11 luglio                                                | Play-off 9-11 luglio                                                | Play-off 9-11 luglio                                                |                                                                     |                                         | 1º turno 5-7 marzo                      | 1º turno 5-7 marzo                      | 1º turno 5-7 marzo                      |                                |                                | 2º turno 9-11 luglio | 2º turno 9-11 luglio | 2º turno 9-11 luglio |           |                                                           | 3º turno 17-19 settembre                                  | 3º turno 17-19 settembre                                  | 3º turno 17-19 settembre                                  |                                                           |  |
|                                                                     |                                                                     |                                                                     |                                                                     |                                                                     |                                         |                                         |                                         |                                         |                                |                                |                      |                      |                      |           |                                                           |                                                           |                                                           |                                                           |                                                           |  |
|                                                                     |                                                                     |                                                                     |                                                                     |                                                                     |                                         | Nonthaburi, Thailandia (cemento)        |                                         |                                         |                                |                                |                      |                      |                      |           |                                                           |                                                           |                                                           |                                                           |                                                           |  |
|                                                                     |                                                                     |                                                                     |                                                                     |                                                                     |                                         | 1                                       | Thailandia                              | 5                                       |                                |                                |                      |                      |                      |           |                                                           |                                                           |                                                           |                                                           |                                                           |  |
|                                                                     | Malaysia                                                            | Malaysia                                                            | Malaysia                                                            | Malaysia                                                            |                                         |                                         | C. del Pacifico                         | 0                                       |                                |                                | Indonesia            | Indonesia            | Indonesia            | Indonesia | Indonesia                                                 |                                                           |                                                           |                                                           |                                                           |  |
|                                                                     |                                                                     | C. del Pacifico                                                     | 4                                                                   |                                                                     |                                         |                                         |                                         |                                         |                                | 1                              | Thailandia           | 4                    |                      |           |                                                           |                                                           |                                                           |                                                           |                                                           |  |
|                                                                     |                                                                     | Malaysia                                                            | 1                                                                   |                                                                     | Kuala Lumpur, Malaysia (cemento indoor) | Kuala Lumpur, Malaysia (cemento indoor) | Kuala Lumpur, Malaysia (cemento indoor) | Kuala Lumpur, Malaysia (cemento indoor) |                                | 3                              | Indonesia            | 1                    |                      |           |                                                           |                                                           |                                                           |                                                           |                                                           |  |
|                                                                     |                                                                     |                                                                     |                                                                     |                                                                     | 3                                       | Indonesia                               | 5                                       |                                         |                                |                                |                      |                      |                      |           |                                                           |                                                           |                                                           |                                                           |                                                           |  |
|                                                                     |                                                                     |                                                                     |                                                                     |                                                                     |                                         |                                         | Malaysia                                | 0                                       |                                |                                |                      |                      |                      |           |                                                           |                                                           |                                                           |                                                           |                                                           |  |
|                                                                     |                                                                     |                                                                     |                                                                     |                                                                     |                                         |                                         |                                         |                                         |                                |                                |                      |                      |                      |           |                                                           |                                                           | Thailandia                                                | 2                                                         |                                                           |  |
|                                                                     |                                                                     |                                                                     |                                                                     |                                                                     |                                         | Hong Kong, Hong Kong (cemento)          | Hong Kong, Hong Kong (cemento)          | Hong Kong, Hong Kong (cemento)          | Hong Kong, Hong Kong (cemento) | Hong Kong, Hong Kong (cemento) |                      |                      |                      |           |                                                           |                                                           | Nuova Zelanda                                             | 3                                                         |                                                           |  |
|                                                                     |                                                                     |                                                                     |                                                                     |                                                                     |                                         |                                         | Hong Kong                               | 1                                       |                                |                                |                      |                      |                      |           |                                                           |                                                           |                                                           |                                                           |                                                           |  |
|                                                                     | Sri Lanka                                                           | Sri Lanka                                                           | Sri Lanka                                                           | Sri Lanka                                                           |                                         | 4                                       | Pakistan                                | 3                                       |                                |                                | Pakistan             | Pakistan             | Pakistan             | Pakistan  | Pakistan                                                  |                                                           |                                                           |                                                           |                                                           |  |
|                                                                     |                                                                     | Hong Kong                                                           | 3                                                                   |                                                                     |                                         |                                         |                                         |                                         |                                | 4                              | Pakistan             | 2                    |                      |           |                                                           |                                                           |                                                           |                                                           |                                                           |  |
|                                                                     |                                                                     | Sri Lanka                                                           | 2                                                                   |                                                                     | Colombo, Sri Lanka (terra)              | Colombo, Sri Lanka (terra)              | Colombo, Sri Lanka (terra)              | Colombo, Sri Lanka (terra)              |                                | 2                              | Nuova Zelanda        | 3                    |                      |           |                                                           |                                                           |                                                           |                                                           |                                                           |  |
|                                                                     |                                                                     |                                                                     |                                                                     |                                                                     |                                         | Sri Lanka                               | 2                                       |                                         |                                |                                |                      |                      |                      |           |                                                           |                                                           |                                                           |                                                           |                                                           |  |
|                                                                     |                                                                     |                                                                     |                                                                     |                                                                     |                                         | 2                                       | Nuova Zelanda                           | 3                                       |                                |                                |                      |                      |                      |           |                                                           |                                                           |                                                           |                                                           |                                                           |  |
| Malesia e Sri Lanka retrocesse al Group III della Coppa Davis 2011. | Malesia e Sri Lanka retrocesse al Group III della Coppa Davis 2011. | Malesia e Sri Lanka retrocesse al Group III della Coppa Davis 2011. | Malesia e Sri Lanka retrocesse al Group III della Coppa Davis 2011. | Malesia e Sri Lanka retrocesse al Group III della Coppa Davis 2011. |                                         |                                         |                                         |                                         |                                |                                |                      |                      |                      |           | Nuova Zelanda promossa al Group I della Coppa Davis 2011. | Nuova Zelanda promossa al Group I della Coppa Davis 2011. | Nuova Zelanda promossa al Group I della Coppa Davis 2011. | Nuova Zelanda promossa al Group I della Coppa Davis 2011. | Nuova Zelanda promossa al Group I della Coppa Davis 2011. |  |

### Gruppo III
|  |    | Classifica finale |
|  | -- | ----------------- |
|  | 1. | Siria             |
|  | 2. | Iran              |
|  | 3. | Vietnam           |
|  | 4. | Libano            |
|  | 5. | Kuwait            |
|  | 6. | Oman              |
|  | 7. | Bangladesh        |

### Gruppo IV
|  |    | Classifica finale   |
|  | -- | ------------------- |
|  | 1. | Emirati Arabi Uniti |
|  | 2. | Birmania            |
|  | 3. | Giordania           |
|  | 4. | Singapore           |
|  | 5. | Bahrein             |
|  | 6. | Turkmenistan        |
|  | 7. | Qatar               |
|  | 8. | Iraq                |
|  | 9. | Yemen               |

## Zona Euro-Africana

### Gruppo I
Teste di Serie:
1. Austria
2. Romania
3. Paesi Bassi
4. Sudafrica

Altre:
- Bielorussia
- Finlandia
- Italia
- Lettonia

- Polonia
- Slovacchia
- Ucraina

#### Tabellone
|                                                                      | Play-off 2º turno 17-19 settembre                                    | Play-off 2º turno 17-19 settembre                                    | Play-off 2º turno 17-19 settembre                                    |                                                                      |                                                                      | Play-off 1º turno 9-11 luglio                                        | Play-off 1º turno 9-11 luglio                                        | Play-off 1º turno 9-11 luglio                                        |                                                                      |                                                                         | 1º turno 5-7 marzo                                                      | 1º turno 5-7 marzo                                                      | 1º turno 5-7 marzo                                                      |                                                                         |                                                                         | 2º turno 7-9 maggio                                                     | 2º turno 7-9 maggio                                                     | 2º turno 7-9 maggio                                                     |                                                                         |                                                      |
|                                                                      |                                                                      |                                                                      |                                                                      |                                                                      |                                                                      |                                                                      |                                                                      |                                                                      |                                                                      |                                                                         |                                                                         |                                                                         |                                                                         |                                                                         |                                                                         |                                                                         |                                                                         |                                                                         |                                                                         |                                                      |
|                                                                      |                                                                      |                                                                      |                                                                      |                                                                      |                                                                      |                                                                      |                                                                      |                                                                      |                                                                      |                                                                         |                                                                         |                                                                         |                                                                         |                                                                         |                                                                         |                                                                         |                                                                         |                                                                         |                                                                         |                                                      |
|                                                                      |                                                                      |                                                                      |                                                                      |                                                                      |                                                                      |                                                                      |                                                                      |                                                                      |                                                                      |                                                                         | 1                                                                       | Austria                                                                 |                                                                         |                                                                         |                                                                         |                                                                         |                                                                         |                                                                         |                                                                         |                                                      |
|                                                                      |                                                                      |                                                                      |                                                                      |                                                                      |                                                                      |                                                                      |                                                                      |                                                                      |                                                                      |                                                                         |                                                                         | bye                                                                     |                                                                         |                                                                         |                                                                         | Bad Gleichenberg, Austria (cemento indoor) (5-7 mar)                    | Bad Gleichenberg, Austria (cemento indoor) (5-7 mar)                    | Bad Gleichenberg, Austria (cemento indoor) (5-7 mar)                    | Bad Gleichenberg, Austria (cemento indoor) (5-7 mar)                    | Bad Gleichenberg, Austria (cemento indoor) (5-7 mar) |
|                                                                      |                                                                      |                                                                      |                                                                      |                                                                      |                                                                      |                                                                      | bye                                                                  |                                                                      |                                                                      |                                                                         |                                                                         |                                                                         |                                                                         |                                                                         | 1                                                                       | Austria                                                                 | 3                                                                       |                                                                         |                                                                         |                                                      |
|                                                                      |                                                                      |                                                                      |                                                                      |                                                                      |                                                                      |                                                                      | Slovacchia                                                           |                                                                      |                                                                      |                                                                         |                                                                         |                                                                         |                                                                         |                                                                         |                                                                         | Slovacchia                                                              | 2                                                                       |                                                                         |                                                                         |                                                      |
|                                                                      |                                                                      |                                                                      |                                                                      |                                                                      |                                                                      |                                                                      |                                                                      |                                                                      |                                                                      |                                                                         | Slovacchia                                                              |                                                                         |                                                                         |                                                                         |                                                                         |                                                                         |                                                                         |                                                                         |                                                                         |                                                      |
|                                                                      |                                                                      |                                                                      |                                                                      |                                                                      |                                                                      |                                                                      |                                                                      |                                                                      |                                                                      |                                                                         | bye                                                                     |                                                                         |                                                                         |                                                                         |                                                                         |                                                                         |                                                                         |                                                                         |                                                                         |                                                      |
|                                                                      |                                                                      | Slovacchia                                                           | 4                                                                    |                                                                      |                                                                      |                                                                      |                                                                      |                                                                      |                                                                      |                                                                         |                                                                         |                                                                         |                                                                         |                                                                         |                                                                         |                                                                         |                                                                         |                                                                         |                                                                         |                                                      |
|                                                                      |                                                                      | Bielorussia                                                          | 1                                                                    |                                                                      |                                                                      |                                                                      |                                                                      |                                                                      |                                                                      |                                                                         |                                                                         |                                                                         |                                                                         |                                                                         |                                                                         |                                                                         |                                                                         |                                                                         |                                                                         |                                                      |
|                                                                      |                                                                      |                                                                      |                                                                      |                                                                      |                                                                      |                                                                      |                                                                      |                                                                      |                                                                      |                                                                         | 3                                                                       | Paesi Bassi                                                             |                                                                         |                                                                         |                                                                         |                                                                         |                                                                         |                                                                         |                                                                         |                                                      |
|                                                                      |                                                                      |                                                                      |                                                                      |                                                                      |                                                                      |                                                                      |                                                                      |                                                                      |                                                                      |                                                                         |                                                                         | bye                                                                     |                                                                         |                                                                         |                                                                         | Zoetermeer, Paesi Bassi (cemento indoor)                                | Zoetermeer, Paesi Bassi (cemento indoor)                                | Zoetermeer, Paesi Bassi (cemento indoor)                                | Zoetermeer, Paesi Bassi (cemento indoor)                                | Zoetermeer, Paesi Bassi (cemento indoor)             |
|                                                                      |                                                                      |                                                                      |                                                                      |                                                                      |                                                                      | Paesi Bassi                                                          | 4                                                                    |                                                                      |                                                                      |                                                                         |                                                                         |                                                                         |                                                                         | 3                                                                       | Paesi Bassi                                                             | 1                                                                       |                                                                         |                                                                         |                                                                         |                                                      |
|                                                                      |                                                                      |                                                                      |                                                                      |                                                                      |                                                                      |                                                                      | Bielorussia                                                          | 1                                                                    |                                                                      | Castellaneta, Italia (terra)                                            | Castellaneta, Italia (terra)                                            | Castellaneta, Italia (terra)                                            | Castellaneta, Italia (terra)                                            |                                                                         |                                                                         | Italia                                                                  | 4                                                                       |                                                                         |                                                                         |                                                      |
|                                                                      |                                                                      |                                                                      |                                                                      |                                                                      |                                                                      |                                                                      |                                                                      |                                                                      |                                                                      |                                                                         | Italia                                                                  | 5                                                                       |                                                                         |                                                                         |                                                                         |                                                                         |                                                                         |                                                                         |                                                                         |                                                      |
|                                                                      |                                                                      |                                                                      |                                                                      |                                                                      |                                                                      |                                                                      |                                                                      |                                                                      |                                                                      |                                                                         |                                                                         | Bielorussia                                                             | 0                                                                       |                                                                         |                                                                         |                                                                         |                                                                         |                                                                         |                                                                         |                                                      |
|                                                                      |                                                                      |                                                                      |                                                                      |                                                                      |                                                                      |                                                                      |                                                                      |                                                                      |                                                                      |                                                                         | Sopot, Polonia (cemento indoor)                                         |                                                                         |                                                                         |                                                                         |                                                                         |                                                                         |                                                                         |                                                                         |                                                                         |                                                      |
|                                                                      |                                                                      |                                                                      |                                                                      |                                                                      |                                                                      |                                                                      |                                                                      |                                                                      |                                                                      |                                                                         |                                                                         | Finlandia                                                               | 3                                                                       |                                                                         |                                                                         |                                                                         |                                                                         |                                                                         |                                                                         |                                                      |
|                                                                      |                                                                      |                                                                      |                                                                      |                                                                      |                                                                      |                                                                      |                                                                      |                                                                      |                                                                      |                                                                         |                                                                         | Polonia                                                                 | 2                                                                       |                                                                         |                                                                         | Pretoria, Sudafrica (cemento outdoor)                                   | Pretoria, Sudafrica (cemento outdoor)                                   | Pretoria, Sudafrica (cemento outdoor)                                   | Pretoria, Sudafrica (cemento outdoor)                                   | Pretoria, Sudafrica (cemento outdoor)                |
|                                                                      |                                                                      |                                                                      |                                                                      |                                                                      |                                                                      |                                                                      | Polonia                                                              |                                                                      |                                                                      |                                                                         |                                                                         |                                                                         |                                                                         |                                                                         |                                                                         | Finlandia                                                               | 0                                                                       |                                                                         |                                                                         |                                                      |
|                                                                      |                                                                      |                                                                      |                                                                      |                                                                      |                                                                      |                                                                      | bye                                                                  |                                                                      |                                                                      |                                                                         |                                                                         |                                                                         |                                                                         |                                                                         | 4                                                                       | Sudafrica                                                               | 5                                                                       |                                                                         |                                                                         |                                                      |
|                                                                      |                                                                      |                                                                      |                                                                      |                                                                      |                                                                      |                                                                      |                                                                      |                                                                      |                                                                      |                                                                         | bye                                                                     |                                                                         |                                                                         |                                                                         |                                                                         |                                                                         |                                                                         |                                                                         |                                                                         |                                                      |
|                                                                      |                                                                      |                                                                      |                                                                      |                                                                      |                                                                      |                                                                      |                                                                      |                                                                      |                                                                      | 4                                                                       | Sudafrica                                                               |                                                                         |                                                                         |                                                                         |                                                                         |                                                                         |                                                                         |                                                                         |                                                                         |                                                      |
|                                                                      |                                                                      | Polonia                                                              | 3                                                                    |                                                                      |                                                                      |                                                                      |                                                                      |                                                                      |                                                                      |                                                                         |                                                                         |                                                                         |                                                                         |                                                                         |                                                                         |                                                                         |                                                                         |                                                                         |                                                                         |                                                      |
|                                                                      |                                                                      | Lettonia                                                             | 2                                                                    |                                                                      |                                                                      |                                                                      |                                                                      |                                                                      |                                                                      | Dnipropetrovsk, Ucraina (cemento indoor)                                | Dnipropetrovsk, Ucraina (cemento indoor)                                | Dnipropetrovsk, Ucraina (cemento indoor)                                | Dnipropetrovsk, Ucraina (cemento indoor)                                | Dnipropetrovsk, Ucraina (cemento indoor)                                |                                                                         |                                                                         |                                                                         |                                                                         |                                                                         |                                                      |
|                                                                      |                                                                      |                                                                      |                                                                      |                                                                      |                                                                      |                                                                      |                                                                      |                                                                      |                                                                      |                                                                         |                                                                         | Ucraina                                                                 | 4                                                                       |                                                                         |                                                                         |                                                                         |                                                                         |                                                                         |                                                                         |                                                      |
|                                                                      |                                                                      |                                                                      |                                                                      |                                                                      |                                                                      |                                                                      |                                                                      |                                                                      |                                                                      |                                                                         |                                                                         | Lettonia                                                                | 1                                                                       |                                                                         |                                                                         | Bucarest, Romania (Terra rossa outdoor)                                 | Bucarest, Romania (Terra rossa outdoor)                                 | Bucarest, Romania (Terra rossa outdoor)                                 | Bucarest, Romania (Terra rossa outdoor)                                 | Bucarest, Romania (Terra rossa outdoor)              |
|                                                                      |                                                                      |                                                                      |                                                                      |                                                                      |                                                                      | Lettonia                                                             |                                                                      |                                                                      |                                                                      |                                                                         |                                                                         |                                                                         |                                                                         |                                                                         | Ucraina                                                                 | 1                                                                       |                                                                         |                                                                         |                                                                         |                                                      |
|                                                                      |                                                                      |                                                                      |                                                                      |                                                                      |                                                                      |                                                                      | bye                                                                  |                                                                      |                                                                      |                                                                         |                                                                         |                                                                         |                                                                         |                                                                         | 2                                                                       | Romania                                                                 | 3                                                                       |                                                                         |                                                                         |                                                      |
|                                                                      |                                                                      |                                                                      |                                                                      |                                                                      |                                                                      |                                                                      |                                                                      |                                                                      |                                                                      |                                                                         | bye                                                                     |                                                                         |                                                                         |                                                                         |                                                                         |                                                                         |                                                                         |                                                                         |                                                                         |                                                      |
|                                                                      |                                                                      |                                                                      |                                                                      |                                                                      |                                                                      |                                                                      |                                                                      |                                                                      |                                                                      |                                                                         | 2                                                                       | Romania                                                                 |                                                                         |                                                                         |                                                                         |                                                                         |                                                                         |                                                                         |                                                                         |                                                      |
| Bielorussia e Lettonia retrocesse al Group II della Coppa Davis 2011 | Bielorussia e Lettonia retrocesse al Group II della Coppa Davis 2011 | Bielorussia e Lettonia retrocesse al Group II della Coppa Davis 2011 | Bielorussia e Lettonia retrocesse al Group II della Coppa Davis 2011 | Bielorussia e Lettonia retrocesse al Group II della Coppa Davis 2011 | Bielorussia e Lettonia retrocesse al Group II della Coppa Davis 2011 | Bielorussia e Lettonia retrocesse al Group II della Coppa Davis 2011 | Bielorussia e Lettonia retrocesse al Group II della Coppa Davis 2011 | Bielorussia e Lettonia retrocesse al Group II della Coppa Davis 2011 | Bielorussia e Lettonia retrocesse al Group II della Coppa Davis 2011 | Austria, Italia, Sudafrica, e Romania ammesse ai World Group Play-offs. | Austria, Italia, Sudafrica, e Romania ammesse ai World Group Play-offs. | Austria, Italia, Sudafrica, e Romania ammesse ai World Group Play-offs. | Austria, Italia, Sudafrica, e Romania ammesse ai World Group Play-offs. | Austria, Italia, Sudafrica, e Romania ammesse ai World Group Play-offs. | Austria, Italia, Sudafrica, e Romania ammesse ai World Group Play-offs. | Austria, Italia, Sudafrica, e Romania ammesse ai World Group Play-offs. | Austria, Italia, Sudafrica, e Romania ammesse ai World Group Play-offs. | Austria, Italia, Sudafrica, e Romania ammesse ai World Group Play-offs. | Austria, Italia, Sudafrica, e Romania ammesse ai World Group Play-offs. |                                                      |

### Gruppo II
Teste di Serie:
1. Regno Unito
2. Macedonia
3. Monaco
4. Cipro
5. Portogallo
6. Slovenia
7. Irlanda
8. Ungheria

Altre:
- Bosnia ed Erzegovina
- Bulgaria
- Danimarca
- Egitto
- Estonia
- Lituania
- Norvegia
- Turchia

#### Tabellone
|                                                                                        | Play-off 9-11 luglio                                                                   | Play-off 9-11 luglio                                                                   | Play-off 9-11 luglio                                                                   |                                                                                        |                                                                                        | 1º turno 5-7 marzo                                                                     | 1º turno 5-7 marzo                                                                     | 1º turno 5-7 marzo                                                                     |                                                                                        |                                                                   | 2º turno 9-11 luglio                                              | 2º turno 9-11 luglio                                              | 2º turno 9-11 luglio                                              |                                                                   |                                                                   | 3º turno 17-19 settembre                                          | 3º turno 17-19 settembre                                          | 3º turno 17-19 settembre                                          |                                                                   |  |
|                                                                                        |                                                                                        |                                                                                        |                                                                                        |                                                                                        |                                                                                        |                                                                                        |                                                                                        |                                                                                        |                                                                                        |                                                                   |                                                                   |                                                                   |                                                                   |                                                                   |                                                                   |                                                                   |                                                                   |                                                                   |                                                                   |  |
|                                                                                        |                                                                                        |                                                                                        |                                                                                        |                                                                                        |                                                                                        | Vilnius, Lituania (cemento indoor)                                                     |                                                                                        |                                                                                        |                                                                                        |                                                                   |                                                                   |                                                                   |                                                                   |                                                                   |                                                                   |                                                                   |                                                                   |                                                                   |                                                                   |  |
|                                                                                        |                                                                                        |                                                                                        |                                                                                        |                                                                                        |                                                                                        |                                                                                        | Lituania                                                                               | 3                                                                                      |                                                                                        |                                                                   |                                                                   |                                                                   |                                                                   |                                                                   |                                                                   |                                                                   |                                                                   |                                                                   |                                                                   |  |
|                                                                                        | Eastbourne, Inghilterra (erba outdoor)                                                 | Eastbourne, Inghilterra (erba outdoor)                                                 | Eastbourne, Inghilterra (erba outdoor)                                                 | Eastbourne, Inghilterra (erba outdoor)                                                 |                                                                                        | 1                                                                                      | Regno Unito                                                                            | 2                                                                                      |                                                                                        |                                                                   | Dublino, Irlanda (erba indoor)                                    | Dublino, Irlanda (erba indoor)                                    | Dublino, Irlanda (erba indoor)                                    | Dublino, Irlanda (erba indoor)                                    | Dublino, Irlanda (erba indoor)                                    |                                                                   |                                                                   |                                                                   |                                                                   |  |
|                                                                                        | 1                                                                                      | Regno Unito                                                                            | 5                                                                                      |                                                                                        |                                                                                        |                                                                                        |                                                                                        |                                                                                        |                                                                                        |                                                                   | Lituania                                                          | 3                                                                 |                                                                   |                                                                   |                                                                   |                                                                   |                                                                   |                                                                   |                                                                   |  |
|                                                                                        |                                                                                        | Turchia                                                                                | 0                                                                                      |                                                                                        | Dublino, Irlanda (erba indoor)                                                         | Dublino, Irlanda (erba indoor)                                                         | Dublino, Irlanda (erba indoor)                                                         | Dublino, Irlanda (erba indoor)                                                         |                                                                                        | 7                                                                 | Irlanda                                                           | 2                                                                 |                                                                   |                                                                   |                                                                   |                                                                   |                                                                   |                                                                   |                                                                   |  |
|                                                                                        |                                                                                        |                                                                                        |                                                                                        |                                                                                        | 7                                                                                      | Irlanda                                                                                | 4                                                                                      |                                                                                        |                                                                                        |                                                                   |                                                                   |                                                                   |                                                                   |                                                                   |                                                                   |                                                                   |                                                                   |                                                                   |                                                                   |  |
|                                                                                        |                                                                                        |                                                                                        |                                                                                        |                                                                                        |                                                                                        |                                                                                        | Turchia                                                                                | 1                                                                                      |                                                                                        |                                                                   |                                                                   |                                                                   |                                                                   |                                                                   |                                                                   |                                                                   |                                                                   |                                                                   |                                                                   |  |
|                                                                                        |                                                                                        |                                                                                        |                                                                                        |                                                                                        |                                                                                        |                                                                                        |                                                                                        |                                                                                        |                                                                                        |                                                                   |                                                                   |                                                                   |                                                                   |                                                                   |                                                                   |                                                                   | Lituania                                                          | 2                                                                 |                                                                   |  |
|                                                                                        |                                                                                        |                                                                                        |                                                                                        |                                                                                        |                                                                                        | Sofia, Bulgaria (cemento indoor)                                                       | Sofia, Bulgaria (cemento indoor)                                                       | Sofia, Bulgaria (cemento indoor)                                                       | Sofia, Bulgaria (cemento indoor)                                                       | Sofia, Bulgaria (cemento indoor)                                  |                                                                   |                                                                   |                                                                   |                                                                   |                                                                   |                                                                   | Slovenia                                                          | 3                                                                 |                                                                   |  |
|                                                                                        |                                                                                        |                                                                                        |                                                                                        |                                                                                        |                                                                                        |                                                                                        | Bulgaria                                                                               | 3                                                                                      |                                                                                        |                                                                   |                                                                   |                                                                   |                                                                   |                                                                   |                                                                   |                                                                   |                                                                   |                                                                   |                                                                   |  |
|                                                                                        | Principato di Monaco (terra rossa outdoor)                                             | Principato di Monaco (terra rossa outdoor)                                             | Principato di Monaco (terra rossa outdoor)                                             | Principato di Monaco (terra rossa outdoor)                                             |                                                                                        | 3                                                                                      | Monaco                                                                                 | 2                                                                                      |                                                                                        |                                                                   | Otočec, Slovenia (terra rossa outdoor)                            | Otočec, Slovenia (terra rossa outdoor)                            | Otočec, Slovenia (terra rossa outdoor)                            | Otočec, Slovenia (terra rossa outdoor)                            | Otočec, Slovenia (terra rossa outdoor)                            |                                                                   |                                                                   |                                                                   |                                                                   |  |
|                                                                                        | 3                                                                                      | Monaco                                                                                 | 5                                                                                      |                                                                                        |                                                                                        |                                                                                        |                                                                                        |                                                                                        |                                                                                        |                                                                   | Bulgaria                                                          | 0                                                                 |                                                                   |                                                                   |                                                                   |                                                                   |                                                                   |                                                                   |                                                                   |  |
|                                                                                        |                                                                                        | Norvegia                                                                               | 0                                                                                      |                                                                                        | Oslo, Norvegia (cemento indoor)                                                        | Oslo, Norvegia (cemento indoor)                                                        | Oslo, Norvegia (cemento indoor)                                                        | Oslo, Norvegia (cemento indoor)                                                        |                                                                                        | 6                                                                 | Slovenia                                                          | 5                                                                 |                                                                   |                                                                   |                                                                   |                                                                   |                                                                   |                                                                   |                                                                   |  |
|                                                                                        |                                                                                        |                                                                                        |                                                                                        |                                                                                        |                                                                                        | Norvegia                                                                               | 0                                                                                      |                                                                                        |                                                                                        |                                                                   |                                                                   |                                                                   |                                                                   |                                                                   |                                                                   |                                                                   |                                                                   |                                                                   |                                                                   |  |
|                                                                                        |                                                                                        |                                                                                        |                                                                                        |                                                                                        |                                                                                        | 6                                                                                      | Slovenia                                                                               | 5                                                                                      |                                                                                        |                                                                   |                                                                   |                                                                   |                                                                   |                                                                   |                                                                   |                                                                   |                                                                   |                                                                   |                                                                   |  |
|                                                                                        |                                                                                        |                                                                                        |                                                                                        |                                                                                        |                                                                                        | Maia, Portogallo (terra indoor)                                                        |                                                                                        |                                                                                        |                                                                                        |                                                                   |                                                                   |                                                                   |                                                                   |                                                                   |                                                                   |                                                                   |                                                                   |                                                                   |                                                                   |  |
|                                                                                        |                                                                                        |                                                                                        |                                                                                        |                                                                                        |                                                                                        | 5                                                                                      | Portogallo                                                                             | 4                                                                                      |                                                                                        |                                                                   |                                                                   |                                                                   |                                                                   |                                                                   |                                                                   |                                                                   |                                                                   |                                                                   |                                                                   |  |
|                                                                                        | Il Cairo, Egitto (terra outdoor)                                                       | Il Cairo, Egitto (terra outdoor)                                                       | Il Cairo, Egitto (terra outdoor)                                                       | Il Cairo, Egitto (terra outdoor)                                                       |                                                                                        |                                                                                        | Danimarca                                                                              | 1                                                                                      |                                                                                        |                                                                   | Cruz Quebrada, Portogallo (terra rossa outdoor)                   | Cruz Quebrada, Portogallo (terra rossa outdoor)                   | Cruz Quebrada, Portogallo (terra rossa outdoor)                   | Cruz Quebrada, Portogallo (terra rossa outdoor)                   | Cruz Quebrada, Portogallo (terra rossa outdoor)                   |                                                                   |                                                                   |                                                                   |                                                                   |  |
|                                                                                        |                                                                                        | Danimarca                                                                              | 5                                                                                      |                                                                                        |                                                                                        |                                                                                        |                                                                                        |                                                                                        |                                                                                        | 5                                                                 | Portogallo                                                        | 5                                                                 |                                                                   |                                                                   |                                                                   |                                                                   |                                                                   |                                                                   |                                                                   |  |
|                                                                                        |                                                                                        | Egitto                                                                                 | 0                                                                                      |                                                                                        | Limassol, Cipro (cemento indoor)                                                       | Limassol, Cipro (cemento indoor)                                                       | Limassol, Cipro (cemento indoor)                                                       | Limassol, Cipro (cemento indoor)                                                       |                                                                                        | 4                                                                 | Cipro                                                             | 0                                                                 |                                                                   |                                                                   |                                                                   |                                                                   |                                                                   |                                                                   |                                                                   |  |
|                                                                                        |                                                                                        |                                                                                        |                                                                                        |                                                                                        | 4                                                                                      | Cipro                                                                                  | 3                                                                                      |                                                                                        |                                                                                        |                                                                   |                                                                   |                                                                   |                                                                   |                                                                   |                                                                   |                                                                   |                                                                   |                                                                   |                                                                   |  |
|                                                                                        |                                                                                        |                                                                                        |                                                                                        |                                                                                        |                                                                                        |                                                                                        | Egitto                                                                                 | 2                                                                                      |                                                                                        |                                                                   |                                                                   |                                                                   |                                                                   |                                                                   |                                                                   |                                                                   |                                                                   |                                                                   |                                                                   |  |
|                                                                                        |                                                                                        |                                                                                        |                                                                                        |                                                                                        |                                                                                        |                                                                                        |                                                                                        |                                                                                        |                                                                                        |                                                                   |                                                                   |                                                                   |                                                                   |                                                                   |                                                                   |                                                                   | Portogallo                                                        | 3                                                                 |                                                                   |  |
|                                                                                        |                                                                                        |                                                                                        |                                                                                        |                                                                                        |                                                                                        | Tallinn, Estonia (cemento indoor)                                                      | Tallinn, Estonia (cemento indoor)                                                      | Tallinn, Estonia (cemento indoor)                                                      | Tallinn, Estonia (cemento indoor)                                                      | Tallinn, Estonia (cemento indoor)                                 |                                                                   |                                                                   |                                                                   |                                                                   |                                                                   |                                                                   | Bosnia ed Erzegovina                                              | 2                                                                 |                                                                   |  |
|                                                                                        |                                                                                        |                                                                                        |                                                                                        |                                                                                        |                                                                                        |                                                                                        | Estonia                                                                                | 4                                                                                      |                                                                                        |                                                                   |                                                                   |                                                                   |                                                                   |                                                                   |                                                                   |                                                                   |                                                                   |                                                                   |                                                                   |  |
|                                                                                        | Gödöllő, Ungheria (terra outdoor)                                                      | Gödöllő, Ungheria (terra outdoor)                                                      | Gödöllő, Ungheria (terra outdoor)                                                      | Gödöllő, Ungheria (terra outdoor)                                                      |                                                                                        | 8                                                                                      | Ungheria                                                                               | 1                                                                                      |                                                                                        |                                                                   | Tallinn, Estonia (erba indoor)                                    | Tallinn, Estonia (erba indoor)                                    | Tallinn, Estonia (erba indoor)                                    | Tallinn, Estonia (erba indoor)                                    | Tallinn, Estonia (erba indoor)                                    |                                                                   |                                                                   |                                                                   |                                                                   |  |
|                                                                                        | 8                                                                                      | Ungheria                                                                               | 4                                                                                      |                                                                                        |                                                                                        |                                                                                        |                                                                                        |                                                                                        |                                                                                        |                                                                   | Estonia                                                           | 2                                                                 |                                                                   |                                                                   |                                                                   |                                                                   |                                                                   |                                                                   |                                                                   |  |
|                                                                                        | 2                                                                                      | Macedonia                                                                              | 1                                                                                      |                                                                                        | Veles, Macedonia (terra indoor)                                                        | Veles, Macedonia (terra indoor)                                                        | Veles, Macedonia (terra indoor)                                                        | Veles, Macedonia (terra indoor)                                                        |                                                                                        |                                                                   | Bosnia ed Erzegovina                                              | 3                                                                 |                                                                   |                                                                   |                                                                   |                                                                   |                                                                   |                                                                   |                                                                   |  |
|                                                                                        |                                                                                        |                                                                                        |                                                                                        |                                                                                        | 2                                                                                      | Macedonia                                                                              | 2                                                                                      |                                                                                        |                                                                                        |                                                                   |                                                                   |                                                                   |                                                                   |                                                                   |                                                                   |                                                                   |                                                                   |                                                                   |                                                                   |  |
|                                                                                        |                                                                                        |                                                                                        |                                                                                        |                                                                                        |                                                                                        |                                                                                        | Bosnia ed Erzegovina                                                                   | 3                                                                                      |                                                                                        |                                                                   |                                                                   |                                                                   |                                                                   |                                                                   |                                                                   |                                                                   |                                                                   |                                                                   |                                                                   |  |
| Turchia, Norvegia, Egitto, e Macedonia retrocesse al Group III della Coppa Davis 2011. | Turchia, Norvegia, Egitto, e Macedonia retrocesse al Group III della Coppa Davis 2011. | Turchia, Norvegia, Egitto, e Macedonia retrocesse al Group III della Coppa Davis 2011. | Turchia, Norvegia, Egitto, e Macedonia retrocesse al Group III della Coppa Davis 2011. | Turchia, Norvegia, Egitto, e Macedonia retrocesse al Group III della Coppa Davis 2011. | Turchia, Norvegia, Egitto, e Macedonia retrocesse al Group III della Coppa Davis 2011. | Turchia, Norvegia, Egitto, e Macedonia retrocesse al Group III della Coppa Davis 2011. | Turchia, Norvegia, Egitto, e Macedonia retrocesse al Group III della Coppa Davis 2011. | Turchia, Norvegia, Egitto, e Macedonia retrocesse al Group III della Coppa Davis 2011. | Turchia, Norvegia, Egitto, e Macedonia retrocesse al Group III della Coppa Davis 2011. | Slovenia e Portogallo promosse al Group I della Coppa Davis 2011. | Slovenia e Portogallo promosse al Group I della Coppa Davis 2011. | Slovenia e Portogallo promosse al Group I della Coppa Davis 2011. | Slovenia e Portogallo promosse al Group I della Coppa Davis 2011. | Slovenia e Portogallo promosse al Group I della Coppa Davis 2011. | Slovenia e Portogallo promosse al Group I della Coppa Davis 2011. | Slovenia e Portogallo promosse al Group I della Coppa Davis 2011. | Slovenia e Portogallo promosse al Group I della Coppa Davis 2011. | Slovenia e Portogallo promosse al Group I della Coppa Davis 2011. | Slovenia e Portogallo promosse al Group I della Coppa Davis 2011. |  |

### Gruppo III Europa
|  |     | Classifica finale  |
|  | --- | ------------------ |
|  | 1.  | Grecia Lussemburgo |
|  | 3.  | Georgia Moldavia   |
|  | 5.  | Montenegro         |
|  | 6.  | Malta              |
|  | 7.  | Armenia            |
|  | 8.  | Andorra            |
|  | 9.  | Islanda            |
|  | 10. | San Marino         |
|  | 11. | Albania            |

### Gruppo III Africa
|  |     | Classifica finale    |
|  | --- | -------------------- |
|  | 1.  | Marocco Tunisia      |
|  | 3.  | Algeria Madagascar   |
|  | 5.  | Nigeria Zimbabwe     |
|  | 7.  | Benin Costa d'Avorio |
|  | 9.  | Ghana Kenya          |
|  | 11. | Ruanda Botswana      |
|  | 13. | Camerun              |
|  | 14. | Rep. del Congo       |